# Норт-Гейтс (Нью-Йорк)
Норт-Гейтс (англ. North Gates) — переписна місцевість (CDP) в США, в окрузі Монро штату Нью-Йорк. Населення — 9458 осіб (2020).

## Географія
Норт-Гейтс розташований за координатами 43°10′17″ пн. ш. 77°42′25″ зх. д. / 43.17139° пн. ш. 77.70694° зх. д. (43.171506, -77.706853).  За даними Бюро перепису населення США в 2010 році переписна місцевість мала площу 6,96 км², з яких 6,90 км² — суходіл та 0,07 км² — водойми.

## Демографія
Згідно з переписом 2010 року, у переписній місцевості мешкало 9512 осіб у 4278 домогосподарствах у складі 2460 родин. Густота населення становила 1366 осіб/км².  Було 4467 помешкань (642/км²).
Расовий склад населення:
| - 80,8 % — білих - 10,3 % — чорних або афроамериканців - 4,4 % — азіатів - 0,3 % — корінних американців - 1,7 % — осіб інших рас |

До двох чи більше рас належало 2,6 %. Частка іспаномовних становила 6,6 % від усіх жителів.
За віковим діапазоном населення розподілялося таким чином: 19,5 % — особи молодші 18 років, 62,4 % — особи у віці 18—64 років, 18,1 % — особи у віці 65 років та старші. Медіана віку мешканця становила 42,3 року. На 100 осіб жіночої статі у переписній місцевості припадало 90,9 чоловіків;  на 100 жінок у віці від 18 років та старших — 88,2 чоловіків також старших 18 років.
Середній дохід на одне домашнє господарство  становив 51 884 долари США (медіана — 38 968), а середній дохід на одну сім'ю — 63 403 долари (медіана — 53 929). Медіана доходів становила 46 667 доларів для чоловіків та 31 866 доларів для жінок. За межею бідності перебувало 13,8 % осіб, у тому числі 28,4 % дітей у віці до 18 років та 6,1 % осіб у віці 65 років та старших.
Цивільне працевлаштоване населення становило 5080 осіб. Основні галузі зайнятості: освіта, охорона здоров'я та соціальна допомога — 24,8 %, виробництво — 14,2 %, науковці, спеціалісти, менеджери — 12,4 %, роздрібна торгівля — 11,5 %.